# ترنینگ، نورفک
ترنینگ (به انگلیسی: Thurning) یک روستا و محله مدنی در بریتانیا است که در North Norfolk واقع شده‌است. ترنینگ ۶٫۴۷ کیلومتر مربع مساحت و ۴۳ نفر جمعیت دارد.